# Покотиловка (станция)
Покоти́ловка (укр. Покотилівка) — железнодорожная станция Южной железной дороги, находящаяся в одноименном посёлке и являющаяся его основным транспортным узлом. Участковая станция 5 класса, относится к пассажирским станциям. Работает в автоматическом режиме, управление средствами СЦБ производится со станции Мерефа. Поезда дальнего следования в Покотиловке не останавливаются.

## Путевое развитие
Станция имеет три приёмо-отправочных пути, из которых два — I и II — главные, а 3, расположенный между ними — боковой (используется редко), а также тупиковый путь, являющийся продолжением 3 пути в нечётной горловине станции. Платформами оборудованы только главные пути.

## Сооружения
Помимо жилых домов для сотрудников железной дороги, имеются здание билетной кассы (работает круглосуточно) с павильоном, построенное вместо старого в 2007 г., а также здание вокзала довоенной постройки (не используется пассажирами), где расположены все службы станции.

## Поезда
Участок Харьков — Мерефа обслуживается исключительно электропоездами ЭР2, ЭР2Р, ЭР2Т депо Харьков. В чётном направлении поезда идут до станции Харьков-Пассажирский, в нечётном до станций: Мерефа, Змиёв, Борки, Лихачёво, Беляевка, Лозовая, Гавриловка, Языково, Гусаровка, Власовка, Красноград.